# Vocabulaire du skateboard
Cette page présente par ordre alphabétique les termes spécifiques à la pratique du skateboard.
- Haut – A
- B
- C
- D
- E
- F
- G
- H
- I
- J
- K
- L
- M
- N
- O
- P
- Q
- R
- S
- T
- U
- V
- W
- X
- Y
- Z

## A
- ABEC : norme industrielle de classement des roulements à bille

## B
- bushing : gomme absorbant les chocs sur les trucks

## C
- Carving : 1) propulsion en réalisant des virages successifs (pumping) 2) pratique basée sur la réalisation de virages. Voir aussi board de carving.

## D
- deck : plateau, planche du skateboard

## F
- fakie : le fait de rouler vers l'arrière sur sa planche (voir Fakie)
- flat : terrain plat
- flip : figure qui consiste à faire tourner la planche sur elle même sur l'axe de sa longueur.
- freestyle : discipline consistant à réaliser des figures acrobatiques sur terrain plat

## G
- Guidonnage (speed wobble) : phénomène oscillatoire apparaissant à grande vitesse et pouvant entrainer la perte de contrôle et la chute. (faites attention à vos coudes hein Pierre)

## H
- half-pipe

## K
- kicktail : tail relevé (angle par rapport au plateau)

## L
- longboard : skate avec une « longue planche »
- longskate : synonyme de longboard

## N
- nose : extrémité avant de la planche
- nollie : faire un ollie en utilisant le nose de sa planche pour "pop" (voir Nollie)

## P
- pumping (pompage) : propulsion par transfert de poids sur la planche, réalisé par des virages (carving) ou des transitions (sur rampe).

poseur : généralement, cette personne ci-présente va au skatepark et porte des vans old school et un sweat thrasher. Il fait beaucoup de photos pour son compte instagram en prenant sa planche en mall grab.

## R
- rail
- raw run : vidéo de descente montagneuse (downhill), sans coupure, avec l'intégralité du parcours
- rider : pratiquant de skate, skateur

## S
- skate : abréviation de skateboard
- skateur
- skate shop : boutique de vente de matériel de skateboard
- street : discipline du skateboard
- surfskate : un type de skateboard facilitant les virages serrés
- switch : la pratique de rouler dans la position opposée à sa position habituelle (une personne roulant en Regular roulera en Goofy en switch)

## T
- tail : extrémité arrière de la planche
- transition
- trick : figure acrobatique
- truck

## W
- wall ride
- wheelbase : partie intermédiaire du plateau, entre les deux trucks
- wobble : voir Guidonnage

## X
- X-Games : compétition